# ماچالا
ماچالا شهری است در جنوب غربی اکوادور.

## جغرافیا
ماچالا مرکز استان ال‌اورو است و در زمین‌های پست و حاصلخیز نزدیک خلیج گوایاکوئیل واقع شده‌است.
جمعیت آن ۲۳۰٬۹۰۱ نفر است (برآورد سال ۲۰۱۰).

## اقتصاد
دادوستد موز، قهوه و کاکائو در این منطقه رونق زیادی دارد.
ماچالا را به عنوان «پایتخت موز جهان» می‌شناسند.

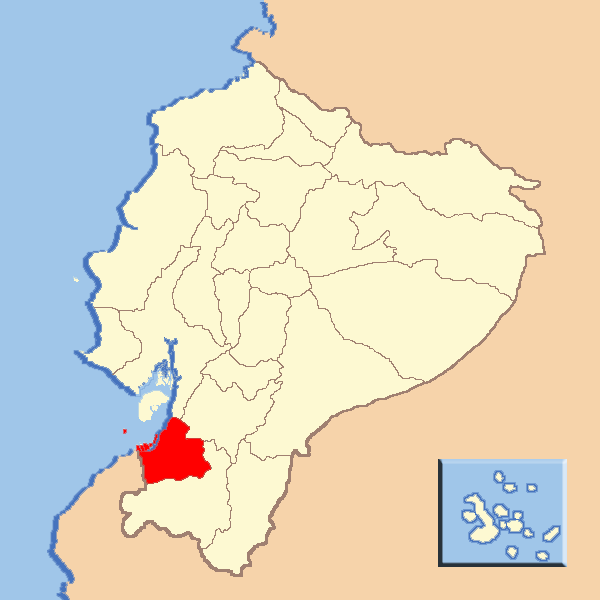